# 2010年6月逝世人物列表
2010年逝世人物列表：1月 - 2月 - 3月 - 4月 - 5月 - 6月 - 7月 - 8月 - 9月 - 10月 - 11月 - 12月
2010年6月逝世人物列表，是用於匯總2010年6月期間逝世人物的列表。

## 依日期排序

### 1日
- 奧瑪律·安德列（Omar Andréen），87歲，挪威畫家，平面藝術家和插畫家。[1]
- 弗雷迪·伯德特（Freddie Burdette），73歲，美國棒球運動員（芝加哥小熊隊）。[2]
- 弗拉基米爾·比斯特羅夫，74歲，捷克作家和翻譯家，湯瑪斯·加裡格·馬薩里克勳章獲得者。[3]
- 奇努克帕斯，31歲，美國純種賽馬，被安樂死。[4]
- Arturo Falaschi，77歲，義大利遺傳學家。[5]
- 約翰·哈加特（John Hagart），72歲，蘇格蘭足球運動員和經理。[6]
- Heather the Leather，50歲，英國無鱗鯉魚，年老。[7]
- 亞瑟·林克（Arthur A. Link），96歲，美國政治家。美國眾議員（1971-1973），北達科他州州長（1973-1981）。[8]
- 羅傑·曼德沙伊德（Roger Manderscheid），77歲，盧森堡作家。[9]
- 艾莉小姐，17歲，美國華人鳳頭犬，世界最醜狗稱號得主。[10]
- Kazuo Ohno，103歲，日本舞者，呼吸衰竭。[11]
- 弗蘭克·派克（Frank Pike），80歲，加拿大足球運動員和經理，心力衰竭。[12]
- 約瑟夫·斯特裡克，86歲，美國電影導演和製片人，心力衰竭。[13]
- 洛比·特拉奧雷（Lobi Traoré），48歲，馬里音樂家。[14]
- 安德列·沃茲涅先斯基，77歲，俄羅斯詩人和作家。[15]

### 2日
- 迪克·伯德（Dick Bird），77歲，英國聖公會牧師。[16]
- 埃莉諾·泰勒·布蘭德（Eleanor Taylor Bland），65歲，美國犯罪小說作家。[17]
- 弗洛裡伯特·切貝亞（Floribert Chebeya），46歲，剛果人權活動家。[18]
- 多蘿西·德博爾巴（Dorothy DeBorba），85歲，美國女演員（《我們的幫派》），肺氣腫和肺病。[19]
- 托尼·迪普雷塔（Tony DiPreta），88歲，美國漫畫家，（Joe Palooka，Rex Morgan，醫學博士），呼吸和心臟驟停。[20]
- 約翰·道格拉斯（John W. Douglas），88歲，美國民權宣導者，中風併發症。[21]
- 喬·加迪（Joe Gardi），71歲，美式橄欖球教練，中風。[22]
- 科維蘭，86歲，印度小說家，呼吸系統疾病。[23]
- 瑪格麗特·納貝爾（Marguerite Narbel），92歲，瑞士生物學家和政治家，沃州大議會成員。[24]
- 加里·珀德姆（Garry Purdham），31歲，英國橄欖球聯盟球員（沃金頓鎮），投籃。[25]
- 李濟剛，80歲，朝鮮政治家，朝鮮勞動黨組織指導部第一副部長，車禍。[26]
- 約翰·理查森（John Richardson），77歲，加拿大政治家，珀斯-惠靈頓-滑鐵盧議員（1993-1997）;珀斯-米德爾塞克斯（1997-2002），阿爾茨海默病。[27]
- 安東尼奧·阿爾瓦·羅莎·庫蒂尼奧，84歲，葡萄牙海軍上將和政治家，安哥拉總督，長期患病。[28]
- Michael Schildberger，72歲，澳大利亞記者，前列腺癌。[29]
- 加布里埃爾·塞拉（Gabriele Sella），47歲，義大利奧運自行車運動員。[30]
- 朱塞佩·塔代（Giuseppe Taddei），93歲，義大利歌劇演唱家。[31]
- Yoo Chang-soon，92歲，韓國政治家，總理（1982年）。[32]

### 3日
- 若昂·阿吉亞爾（João Aguiar），66歲，葡萄牙作家和記者。[33]
- 弗拉基米爾·阿諾德（Vladimir Arnold），72歲，俄羅斯數學家，腹膜炎。[34]
- 弗蘭克·貝爾納斯科（Frank Bernasko），79歲，迦納士兵和政治家。[35]
- 比爾·克拉克（Bill Clark），80歲，紐西蘭橄欖球運動員，長期患病。[36]
- 弗蘭克·埃文斯（Frank Evans），86歲，美國政治家，科羅拉多州美國眾議院議員（1965-1979）。[37]
- John Hedgecoe，78歲，英國攝影師。[38]
- 羅伯特·哈德森（Robert Hudson），90歲，英國廣播公司。[39]
- 保羅·馬利亞文，84歲，法國數學家，馬利亞文微積分的創造者。[40]
- Rue McClanahan，76歲，美國女演員（《金童玉女》、《莫德》、《星際戰隊》），艾美獎得主（1987年），中風。[41]
- 路易吉·帕多維塞（Luigi Padovese），63歲，義大利羅馬天主教主教，安納托利亞代牧和土耳其主教團主席（自2004年起），被刺傷。[42]
- Pance Pondaag，59歲，印尼流行歌手和詞曲作者，中風併發症。[43]
- Pétur Sigurgeirsson，91歲，冰島主教，冰島主教（1981-1989）。[44]
- 埃默里·斯旺克（Emory C. Swank），88歲，美國外交官，駐柬埔寨大使（1970-1973）。[45]
- 哈桑·蒂羅（Hasan Tiro），84歲，印尼政治家，自由亞齊運動創始人，多器官功能障礙綜合征。[46]
- Leonard S. Unger，92歲，美國外交官，駐寮國大使（1962-1964）、泰國大使（1967）和中華民國大使（1974-1979）。[47]
- Charlie Wedemeyer，64歲，美式橄欖球運動員和教練，肌萎縮側索硬化症併發症。[48]

### 4日
- 雷蒙德·奧爾欽（Raymond Allchin），86歲，英國考古學家。[49]
- 比爾·阿申費爾特（Bill Ashenfelter），85歲，美國奧運運動員。[50]
- 弗蘭克·巴拉德（Frank Ballard），80歲，美國木偶師和教育家，帕金森病併發症。[51]
- 希曼·布朗（Himan Brown），99歲，美國電臺製作人（CBS電臺神秘劇院）。[52]
- 吉姆·科普蘭（Jim Copeland），65歲，美式橄欖球運動員，癌症。[53]
- 瑪麗安·埃爾瑟·克勞德（Marianne Elser Crowder），104歲，美國最年長的女童子軍，胰腺癌。[54]
- 阿馬多·克勞利（Amado Crowley），80歲，英國神秘學作家和魔術師。[55]（死亡宣佈日期）
- 理查·鄧恩（Richard Dunn），73歲，美國角色演員（Tim and Eric Awesome Show，Great Job！）），中風。[56]
- 大衛·福斯特（David Foster），90歲，英國海軍飛行員。[57]
- 傑克·哈裡森（Jack Harrison），97歲，英國空軍軍官，Stalag Luft III的最後倖存者。[58]
- 理查·琳賽（Richard P. Lindsay），84歲，美國摩門教領袖和政治家（猶他州眾議院，1972-1977年），癌症。[59]
- Syd Luyt，84歲，南非奧運選手。[60]
- 大衛·馬克森（David Markson），82歲，美國作家（維特根斯坦的情婦）。[61]
- 威廉·米蘭達·馬林，69歲，波多黎各政治家，卡瓜斯市長（1997-2010），胰腺癌。[62]
- 安迪·梅里亞姆·馬塔拉塔（Andi Meriem Matalatta），52歲，印尼流行歌手，糖尿病併發症。[63]
- 卡洛斯·法蘭西斯科·馬丁斯·皮涅羅，85歲，葡萄牙羅馬天主教主教。[64]
- Hennadiy Popovych，37歲，烏克蘭足球運動員（澤尼特，礦工），心臟驟停。[65]
- 諾曼·羅斯菲爾德（Norman Rothfield），98歲，澳大利亞和平與勞工活動家。[66]
- 雷·史密斯，80歲，澳大利亞奧運運動員。[67]
- 查克·塔利亞諾（Chuck Taliano），65歲，美國海軍陸戰隊員，在招募海報上出現，多發性骨髓瘤。[68]
- 埃迪·華盛頓（Eddie Washington），56歲，美國政治家，伊利諾伊州眾議院議員（2003-2010），心臟病發作。[69]
- 約翰·沃克特（John Werket），85歲，美國奧運速度滑冰運動員。[70]
- 約翰·伍登，99歲，美國籃球教練（加州大學洛杉磯分校，1948-1975）。[71]

### 5日
- 埃斯瑪·阿戈利（Esma Agolli），81歲，阿爾巴尼亞女演員，心臟驟停。[72]
- 布勞利奧·阿隆索（Braulio Alonso），93歲，美國教育家。[73]
- 尼爾·安德森爵士，83歲，紐西蘭海軍上將，國防參謀長（1980-1983）。[74]
- 丹尼·班克（Danny Bank），87歲，美國爵士薩克斯管演奏家、單簧管演奏家和長笛演奏家。[75]
- 羅伯特·C·伯根海姆（Robert C. Bergenheim），86歲，《波士頓商業雜誌》（Boston Business Journal）的美國創始人。[76]
- 安格斯·道格拉斯-漢密爾頓，第15代漢密爾頓公爵，71歲，英國同行和賽車手，失智。[77]
- 羅伯特·希利（Robert Healy），84歲，美國記者，《波士頓環球報》執行主編，中風。[78]
- 斯蒂芬·克蘭西·希爾（Stephen Clancy Hill），34歲，美國色情演員和殺人犯，跳崖自殺。[79]
- 雅各·米爾格羅姆（Jacob Milgrom），87歲，美國拉比和聖經學者，腦出血。[80]
- 菲尼安·莫納漢（Finian Monahan），86歲，愛爾蘭羅馬天主教修道士和神父，高級將軍（1973-1979），肺炎。[81]
- 阿恩·諾德海姆（Arne Nordheim），78歲，挪威當代古典作曲家。[82]
- 托尼·佩盧索（Tony Peluso），60歲，美國音樂家和唱片製作人（The Carpenters），心臟病。[83]
- 史蒂文·魯瑟（Steven Reuther），58歲，美國電影製片人（《肮髒的舞蹈》《漂亮女人》《醜陋的真相》），癌症。[84]
- 羅伯特·伍斯勒（Robert Wussler），73歲，美國商人，CNN聯合創始人，長期患病。[85]

### 6日
- 馬比·德·阿爾梅達（Mabi de Almeida），46歲，安哥拉足球經理，長期患病。[86]
- 傑克·比森（Jack Beeson），88歲，美國當代古典音樂作曲家，心力衰竭。[87]
- Marvin Isley，56歲，美國貝斯手（The Isley Brothers，Isley-Jasper-Isley），糖尿病併發症。 [88]
- Dana Key，56歲，美國音樂家（DeGarmo和Key），血凝塊破裂。[89]
- 亞伯拉罕·內森森（Abraham Nathanson），80歲，美國平面設計師和作家，Bananagrams的共同發明者，癌症。[90]
- 羅伯特·B·拉德尼茨（Robert B. Radnitz），85歲，美國電影製片人（《Cross Creek》、《My Side of the Mountain》、《Sounder》），中風併發症。[91]
- 拉迪斯拉夫·斯莫利亞克（Ladislav Smoljak），78歲，捷克電影和戲劇導演，長期患病。[92]
- 傑里·斯蒂芬森（Jerry Stephenson），66歲，美國棒球運動員（波士頓紅襪隊），肺癌。[93]
- 保羅·溫德利希（Paul Wunderlich），83歲，德國藝術家。[94]

### 7日
- 何塞·阿爾比（José Albi），88歲，西班牙詩人。[95]
- 保羅·貝爾，59歲，美國政治家，愛荷華州眾議院議員（自1993年起），胃癌。[96]
- 斯圖爾特·凱布爾（Stuart Cable），40歲，威爾士鼓手（立體聲），意外窒息。[97]
- 柴澤民，93歲，中國外交官。[98]
- Mordechai Eliyahu，81歲，以色列拉比，以色列塞法迪首席拉比（1983-1993）。[99]
- 豪爾赫·吉納特（Jorge Ginarte），70歲，阿根廷足球經理。[100]
- Ndoc Gjetja，66歲，阿爾巴尼亞詩人，長期患病。[101]
- 亞歷克斯·哈斯蒂（Alex Hastie），74歲，英國橄欖球運動員。[102]
- 埃裡克·梅森（Eric Mason），83歲，英國演員（Hot Fuzz，A Man for All Seasons，Doctor Who）。[103]
- Arsen Naydyonov，68歲，俄羅斯足球教練（新羅西斯克熱姆丘日納）。[104]
- 奧利弗·恩戈馬（Oliver N'Goma），51歲，加彭歌手和吉他手，腎功能衰竭。[105]
- 奧瑪律·雷奧（Omar Rayo），82歲，哥倫比亞畫家和雕塑家，心臟病發作。[106]
- 維亞娜·儒尼奧爾（Viana Júnior），68歲，巴西喜劇演員，多器官功能障礙綜合征。[107]
- 阿德里安娜·謝尼德斯（Adriana Xenides），54歲，阿根廷出生的澳大利亞電視名人（命運之輪），腸破裂。[108]

### 8日
- 托尼·塞納莫（Tony Cennamo），76歲，美國唱片騎師（WBUR），長期患病。[109]
- 瑪格麗特·德拉庫爾-史密斯（Margaret Delacourt-Smith），阿爾特林的德拉庫爾-史密斯男爵夫人，94歲，英國政治家和終身同齡人。[110]
- 丹·伊士曼（Dan Eastman），64歲，美國政治家和商人，猶他州參議員（2000-2008），心力衰竭。[111]
- 瓊·辛頓（Joan Hinton），88歲，美國核物理學家，腹部動脈瘤。[112]
- 波爾菲·希門尼斯，82歲，出生於多明尼加的委內瑞拉音樂家、編曲家、作曲家和樂隊領隊。[113]
- 普拉門·馬斯拉羅夫，60歲，保加利亞電影導演。[114]
- 斯蒂芬·里弗斯（Stephen Rivers），55歲，美國公關人員和政治活動家，前列腺癌。[115]
- 伊斯梅爾·布拉斯·羅隆·西爾維洛，96歲，巴拉圭羅馬天主教主教，亞松森大主教（1970-1989）。[116]
- 克裡斯皮安·聖彼得斯（Crispian St. Peters），71歲，英國流行歌手（“吹笛者”，“你在我的腦海中”），長期患病。[117]
- 安德列亞斯·沃特西納斯（Andreas Voutsinas），79歲，希臘演員和舞台導演。[118]

### 9日
- 埃帕米南達斯·何塞·德·阿勞霍，88歲，巴西羅馬天主教主教，帕爾梅拉·多斯·因迪奧斯主教（1978-1984）。[119]
- 肯·布朗（Ken Brown），70歲，英國吉他手（The Quarrymen）。[120]
- 法茲爾·馬哈茂德，73歲，馬來西亞政治家，玻璃市州議會議長（1986-1990）。[121]
- 梅爾伯特·福特（Melbert Ford），49歲，美國被定罪的殺人犯，注射死刑。[122]
- 克裡斯汀·詹森（Christine Johnson），98歲，美國歌劇歌手和演員。[123]
- 鮑比·克羅姆（Bobby Kromm），82歲，加拿大冰球教練（底特律紅翼隊，溫尼伯噴氣機隊），結直腸癌併發症。[124]
- 約瑟夫·克雷森特·麥金尼（Joseph Crescent McKinney），81歲，美國羅馬天主教大急流城輔助主教（1968-2001）。[125]
- 瑪麗娜·謝苗諾娃，101歲，俄羅斯首席芭蕾舞演員（莫斯科大劇院芭蕾舞團）。[126]
- 穆罕默德·西拉（Mohamed Sylla），39歲，幾內亞足球運動員（威廉二世，幾內亞馬蒂格斯），癌症。[127]
- Oleksandr Zinchenko，53歲，烏克蘭政治家。[128]

### 10日
- 大衛·埃裡森（David Ellison），70歲，英國演員（朱麗葉·布拉沃）。[129]
- 吉內特·加辛（Ginette Garcin），82歲，法國女演員，癌症。[130]
- 斐迪南德·奧約諾（Ferdinand Oyono），80歲，喀麥隆作家和政府部長，外交部長（1992-1997）。[131]
- 西格瑪·波爾克（Sigmar Polke），69歲，德國畫家和攝影師，癌症。[132]
- Basil Schott，70歲，美國拜占庭天主教修道士，匹茲堡拜占庭天主教大主教區大都會（自2002年起），癌症。[133]

### 11日
- 伯尼·安德魯斯（Bernie Andrews），76歲，英國電臺製作人。[134]
- 瑪麗亞·奧羅拉（Maria Aurora），72歲，葡萄牙記者、詩人、小說家、兒童作家和電視節目主持人。[135]
- 亨利·庫克（Henri Cuq），68歲，法國政治家。[136]
- 池田俊介，68歲，日本演員（Kikaider 01，梅比烏斯奧特曼和奧特曼兄弟），胃癌。[137]
- Kip Deville，7歲，美國純種賽馬，被安樂死。[138]
- 诺曼·麦克雷（Norman Macrae），86歲，英國記者，《經濟學人》副主編（1965-1988）。[139]
- 威廉·J·米切尔（William J. Mitchell），65歲，美國建築師和城市設計師（麻省理工學院媒體實驗室），癌症併發症。[140]
- 約翰尼·派克（Johnny Parker），80歲，英國爵士鋼琴家（“Bad Penny Blues”）。[141]
- Andrzej Piątkowski，75歲，波蘭佩劍運動員，奧運會獎牌得主（1956年，1960年和1964年）。[142]
- Fred Plum，86歲，美國神經學家，開發了“持續性植物人狀態”一詞，即原發性進行性失語症。[143]
- 巴達爾·拉赫曼（Badal Rahman），61歲，孟加拉國電影導演和政治活動家。[144]
- Dariusz Ratajczak，47歲，波蘭大屠殺否認者（屍體於這一天被發現）。[145][需要更好的來源][146]
- Bus Whitehead，82歲，美國籃球運動員（Nebraska Cornhuskers）[147]
- 詹姆斯·伍德（James N. Wood），69歲，美國博物館館長。[148]

### 12日
- 安妮·查普曼（Anne Chapman），88歲，法國出生的美國民族學家。[149]
- 約翰·克蘭普頓，88歲，英國皇家空軍飛行員。[150]
- 黛西·多拉（Daisy D'ora），97歲，德國女演員和社交名媛。[151]
- 理查·凱恩斯，90歲，英國生理學家。[152]
- 里克·萊文斯（Rik Levins），60歲，美國漫畫家（《美國隊長》《復讎者聯盟》）。[153]
- 查克·萊達（Chuck Lyda），57歲，美國激流迴旋和短距離皮划艇運動員，胃癌。[154]
- 費利克斯·瑪律多納多（Félix Maldonado），72歲，美國棒球運動員和球探（波士頓紅襪隊），癌症。[155]
- 福阿特·曼蘇羅夫，82歲，哈薩克出生的俄羅斯指揮家（莫斯科大劇院）。[156]
- 萊斯·里希特（Les Richter），79歲，美式橄欖球運動員（洛杉磯公羊隊），職業橄欖球名人堂成員，賽車官員，NASCAR運營主管，腦動脈瘤。[157]
- 埃貢·羅奈（Egon Ronay），94歲，匈牙利出生的英國餐館老闆和餐廳評論家。[158]
- 菲力浦·塞爾茲尼克（Philip Selznick），91歲，美國律師，作家和社會學家。[159]
- 灰熊史密斯，77歲，美國職業摔跤手，阿爾茨海默病。[160]
- 耶日·斯特凡·斯塔文斯基（Jerzy Stefan Stawiński），88歲，波蘭編劇和電影導演。[161]
- 艾爾·威廉姆森，79歲，美國漫畫家（《特工X-9》、《超人》、《閃電俠戈登》）。[162]

### 13日
- Combo Ayouba，57-58歲，科摩羅軍官，過渡軍事委員會協調員（1995年），被槍殺。[163]
- E. F. Bleiler，90歲，美國科幻作家。[164]
- 湯瑪斯·布希納（Thomas S. Buechner），83歲，美國博物館館長，淋巴瘤。[165]
- 戴夫·布羅達（Dave Broda），65歲，加拿大政治家，阿爾伯塔省立法議會議員（1997-2004），車禍。[166]
- 吉米·迪恩（Jimmy Dean），81歲，美國鄉村音樂歌手（Big Bad John），演員和商人（Jimmy Dean Foods），自然原因。[167]
- 阿巴斯·朱蘇夫，68歲，科摩羅政治家，總理（1998年–1999年）。[168]
- 歐內斯特·弗萊施曼（Ernest Fleischmann），85歲，德國出生的美國人，洛杉磯愛樂樂團執行董事。[169]
- 厄尼·詹森（Ernie Johnson），84歲，美式橄欖球和籃球運動員（加州大學洛杉磯分校）。[170]
- 埃米利奧·馬西亞斯（Emilio Macias），76歲，菲律賓政治家，東內格羅斯州州長，肝癌。[171]
- F·詹姆斯·麥克唐納（F. James McDonald），87歲，美國商人，通用汽車公司總裁（1981-1987）。[172]
- 湯姆·斯蒂斯（Tom Stith），71歲，美國籃球運動員（紐約尼克斯隊）。[173]
- 謝爾蓋·特列季亞科夫（Sergei Tretyakov），53歲，俄羅斯情報官員和叛逃者，前SVR特工。[174]
- 納爾遜·瓦盧拉圖姆（Nelson Wallulatum），84歲，美國瓦斯科部落首領，瓦斯科印第安人酋長（自1959年起），沃姆斯普林斯博物館創始人。[175]
- 喬納森·沃爾肯（Jonathan Wolken），60歲，美國藝術總監，Pilobolus聯合創始人，幹細胞移植併發症。[176]

### 14日
- 奧斯卡·阿佐卡爾，45歲，委內瑞拉棒球運動員（紐約洋基隊，聖地牙哥教士隊）。[177]
- Teshome Gabriel，70歲，衣索比亞出生的美國電影學者，心臟驟停。[178]
- Resi Hammerer，85歲，奧地利奧運會高山滑雪運動員，銅牌得主（1948年冬季奧運會）。[179]
- 理查·赫爾曼（Richard Herrmann），90歲，挪威記者，作家和電臺名人（NRK），長期患病。[180]
- Jiří Kavan，66歲，捷克奧運會銀牌得主（1972年），手球運動員。[181]
- 列昂尼德·基齊姆，68歲，烏克蘭蘇聯宇航員。[182]
- 泰德·洛瑞（Ted Lowry），90歲，美國拳擊手，心力衰竭。[183]
- Manohar Malgonkar，96歲，印度作家。[184]
- 路易士·阿圖羅·蒙德拉貢，53歲，宏都拉斯記者，被槍殺。[185]
- Giacinto Prandelli，96歲，義大利歌劇男高音。[186]
- 達米安·西爾維拉（Damian Silvera），35歲，美國奧運足球運動員。[187]
- 雅羅斯拉夫·什卡爾瓦達（Jaroslav Škarvada），85歲，捷克羅馬天主教主教，布拉格輔理主教（1982-2002）。[188]

### 15日
- 湯瑪斯·阿什利（Thomas L. Ashley），87歲，美國政治家，美國俄亥俄州眾議員（1955-1981）。[189]
- 查理斯·湯瑪斯·比爾（Charles Thomas Beer），94歲，加拿大化學家。[190]
- 布萊恩·貝瑟爾（Brian Bethell），45歲，美國狂歡殺手。[191]
- Bekim Fehmiu，74歲，塞爾維亞演員（《我什至遇到了快樂的吉普賽人》），疑似槍擊自殺。[192]
- 菲爾·戈登（Phil Gordon），94歲，美國角色演員和方言教練（《比佛利鄉巴佬》（The Beverly Hillbillies）、《綠英畝》（Green Acres）、《襯裙交界處》（Petticoat Junction））。[193]
- 查理·希科克斯（Charlie Hickcox），63歲，美國奧運游泳運動員，金牌和銀牌得主（1968年夏季奧運會），癌症。[194]
- 海蒂·卡貝爾（Heidi Kabel），95歲，德國舞臺女演員。[195]
- Tadashi Kawashima，41歲，日本漫畫家（Alive： The Final Evolution），肝癌。[196]
- 阿諾德·克拉米什（Arnold Kramish），87歲，美國物理學家，神經系統疾病。[197]
- 溫德爾·洛根（Wendell Logan），69歲，美國作曲家。[198]
- Busi Mhlongo，62歲，南非音樂家，癌症。[199]
- 娜塔莉亞·托爾斯塔亞（Natalia Tolstaya），67歲，俄羅斯作家和翻譯家。[200]

### 16日
- 何塞利托·奧古斯丁（Joselito Agustin），37歲，菲律賓記者，被槍殺。[201]
- 馬克·巴讚，78歲，海地政治家，代理總統兼總理（1992-1993）。[202]
- 彼得·布魯內特（Peter Brunette），66歲，美國影評人（《好萊塢報導者》），心臟病發作。[203]
- 比爾·迪克森（Bill Dixon），84歲，美國爵士音樂家。[204]
- Maureen Forrester，79歲，加拿大歌劇歌手，阿爾茨海默病併發症。[205]
- Amedeo Guillet，101歲，義大利軍官。[206]
- 鮑勃·哈特曼（Bob Hartman），72歲，美國棒球運動員，術后感染。[207]
- 艾倫·霍伊（Allen Hoey），57歲，美國詩人，普利策獎提名人，心臟病發作。[208]
- 羅納德·尼姆（Ronald Neame），99歲，英國電影導演（《波塞冬歷險記》）和編劇。[209]
- 吉姆·內斯特（Jim Nestor），90歲，澳大利亞奧運自行車運動員。[210]
- Corso Salani，48歲，義大利演員和電影導演，中風。[211]
- Garry Shider，56歲，美國音樂家（Parliament-Funkadelic），腦癌和肺癌併發症。[212]
- P. G. Viswambharan，63歲，印度電影導演，長期患病。[213]

### 17日
- 漢娜·阿特金斯（Hannah Atkins），86歲，美國政治家，奧克拉荷馬州國務卿（1987-1991）和州眾議員（1969-1981），癌症。[214]
- Elżbieta Czyżewska，72歲，波蘭出生的美國女演員，食道癌。[215]
- 漢斯·迪昌德（Hans Dichand），89歲，奧地利記者和報紙出版商。[216]
- 塞巴斯蒂安·霍斯利（Sebastian Horsley），47歲，英國藝術家，海洛因過量。[217]
- 安賈利·門德斯（Anjali Mendes），64歲，印度模特。[218]
- K. S. Rajah，80歲，新加坡司法官員，最高法院司法專員，癌症。[219]
- 安迪·里普利（Andy Ripley），62歲，英國橄欖球運動員，前列腺癌。[220]

### 18日
- 特倫特·酸（Trent Acid），29歲，美國職業摔跤手，意外吸毒過量。[221]
- Marcel Bigeard，94歲，法國將軍和政治家。[222]
- 波格丹·波格丹諾維奇，87歲，塞爾維亞建築師、城市規劃師和政治家，貝爾格萊德市長（1982-1986），心臟病發作。[223]
- Waldemar Ciesielczyk，51歲，波蘭奧運擊劍運動員。[224]
- 喬·迪爾（Joe Deal），62歲，美國攝影師，膀胱癌。[225]
- Bidya Debbarma，94歲，印度政治家。[226]
- 96歲的美國神經科學家羅伯特·加蘭博斯（Robert Galambos）發現了蝙蝠如何導航，心力衰竭。[227]
- 羅尼·李·加德納（Ronnie Lee Gardner），49歲，美國被定罪的殺人犯，被行刑隊處決。[228]
- 湯姆·尼康（Tom Nicon），22歲，法國模特，跳樓自殺。[229]
- Kalmen Opperman，90歲，美國單簧管演奏家，心力衰竭。[230]
- 何塞·薩拉馬戈（José Saramago），87歲，葡萄牙小說家，劇作家和記者，諾貝爾文學獎獲得者，癌症。[231]
- 漢斯·約阿希姆·塞韋林（Hans Joachim Sewering），94歲，德國醫生，武裝黨衛軍成員（1933-1945）。[232]
- 哈德林·維勒沃耶，95歲，比利時足球運動員 [1]

### 19日
- 馬努特·波爾（Manute Bol），47歲，蘇丹籃球運動員和活動家，腎衰竭和史蒂文斯-約翰遜綜合征。[233]
- 安瓦爾·喬杜里，86歲，巴基斯坦體育官員，國際拳擊協會主席（1986-2006），心臟病發作。[234]
- 傑克·克勞德，85歲，美式足球運動員。[235]
- Ned Endress，92歲，美國籃球運動員。[236]
- Marvin L. Esch，82歲，美國政治家，美國密歇根州眾議員（1967-1977）。[237]
- 84歲的美國機上主管約翰·費魯吉奧（John Ferruggio）領導了泛美航空93號航班的疏散，器官衰竭。[238]
- 穆罕默德·阿裡·哈馬迪（Mohammed Ali Hammadi），46歲，黎巴嫩激進分子（真主黨），無人機襲擊。[239]
- 羅賓·馬修斯（Robin Matthews），83歲，英國經濟學家和國際象棋問題學家。[240]
- 卡洛斯·蒙西瓦斯（Carlos Monsiváis），72歲，墨西哥作家和記者，呼吸衰竭。[241]
- 文斯·奧布萊恩（Vince O'Brien），91歲，美國角色演員（《黑影》，《指路明燈》，《法律與秩序》）。[242]
- 阿爾弗雷德·帕森斯（Alfred Parsons），85歲，澳大利亞外交官，駐英國高級專員（1983-1987）。[243]
- 安東尼·昆頓（Anthony Quinton），昆頓男爵（Baron Quinton），85歲，英國哲學家和生活同齡人。[244]
- 赫蘇斯·曼努埃爾·拉拉·羅德裡格斯，48歲，墨西哥政治家，奇瓦瓦州瓜達盧佩市市長，被槍殺。[245]
- 安吉拉·倫博爾德夫人，77歲，英國政治家，米切姆和莫登議員（1982-1997）。[246]
- 尼科·史密斯（Nico Smith），81歲，南非部長和反種族隔離活動家，心臟病發作。[247]
- 肯·塔爾博特（Ken Talbot），59歲，澳大利亞商人，麥克亞瑟煤炭公司首席執行官（1995-2008），飛機失事。[248]
- Paul Thiebaud，49歲，美國畫廊主，結腸癌。[249]
- 厄休拉·蒂斯（Ursula Thiess），86歲，德國藝術家和女演員（孟加拉旅）。[250]
- 傑克·托賓（Jack Tobin），90歲，美國人類學家，馬紹爾群島專家。[251]
- 克裡斯·威爾斯（Chris Welles），72歲，美國商業記者，阿爾茨海默病。[252]

### 20日
- 德懷特·阿姆斯壯（Dwight Armstrong），58歲，美國反越南戰爭抗議者，斯特林霍爾炸彈襲擊者，肺癌。[253]
- 威廉·博爾頓爵士，第三代男爵，98歲，英國大律師。[254]
- 弗拉基米爾·德洛希（Vladimír Dlouhý），52歲，捷克演員。[255]
- 賴善祥，59歲，香港足球教練，肺癌。[256]
- 雷蒙德·帕克斯（Raymond Parks），96歲，美國賽車手，兩屆NASCAR車主積分冠軍。[257]
- 阿卜杜勒馬利克·里吉，27歲，伊朗遜尼派伊斯蘭激進分子，Jundallah領導人，被絞死。[258]
- 羅伯托·羅薩托（Roberto Rosato），66歲，義大利足球運動員。[259]
- Gundibail Sunderam，80歲，印度板球運動員，在短暫的疾病之後。[260]
- 阿爾伯特·韋伯斯特（Albert Webster），85歲，英國奧運運動員。[261]
- Harry B. Whittington，94歲，英國古生物學家。[262]

### 21日
- 赫蘇斯·阿爾瓦雷斯·阿馬亞（JesúsÁlvarez Amaya），84歲，墨西哥畫家和圖形藝術家，癌症。[263]
- 羅素·阿什（Russell Ash），64歲，英國作家和出版商（The Top 10 of Everything）。[264]
- 歐文·巴克（Irwin Barker），58歲，加拿大喜劇演員和電視編劇（這一小時有22分鐘，里克·默瑟（Rick Mercer）報導），平滑肌肉瘤。[265]
- Wilfried Feldenkirchen，62歲，德國經濟史學家和項目經理（西門子），車禍。[266]
- Rosemary Gillespie，69歲，澳大利亞人權活動家和律師，中風。[267]
- 鮑勃·格林（Bob Greene），92歲，美國馬卡部落長老，自然原因。[268]
- 赫克托·萊恩（Hector Laing），鄧菲爾（Dunphail）的萊恩男爵（Baron Laing），87歲，英國商人和終身同齡人。[269]
- 艾莉森·帕克斯（Allison Parks），68歲，美國模特（《花花公子》，1965年10月）和女演員。[270]
- 英格堡·佩特邁爾（Ingeborg Pertmayr），63歲，奧地利奧運跳水運動員。[271]
- 恩里克·沃爾特·皮諾蒂（Henrique Walter Pinotti），81歲，巴西醫生，癌症。[272]
- 威廉·理查森（William S. Richardson），90歲，美國法學家和政治家，夏威夷副州長（1962-1966），首席大法官（夏威夷最高法院，1966-1982）。[273]
- Hermann Gonçalves Schatzmayr，75歲，巴西病毒學家，奧斯瓦爾多·克魯茲基金會研究員，多器官功能障礙綜合征。[274]
- İlhan Selçuk，85歲，土耳其律師、記者和作家，《Cumhuriyet》雜誌主編，多器官功能障礙綜合征。[275]
- Chris Sievey，54歲，英國喜劇演員和音樂家（Frank Sidebottom），肺癌。[276]
- 譚·懷特（Tam White），67歲，英國音樂家和演員，心臟病發作。[277]
- 經批准，24歲，加拿大純種賽馬，加拿大三冠王得主（1989年），被安樂死。[278]
- 拉裡·喬恩·威爾遜（Larry Jon Wilson），69歲，美國詞曲作者和音樂家，中風。[279]

### 22日
- 帕梅拉·阿舍森（Pamela Ascherson），87歲，英國雕塑家、畫家和插畫家。[280]
- Peppy Blount，85歲，美式橄欖球運動員（德克薩斯長角牛隊）和裁判。[281]
- 羅賓·布希（Robin Bush），67歲，英國歷史學家（時代團隊）。[282]
- 傑拉爾德·希尼（Gerald Heaney），92歲，美國法學家，美國上訴法院（1966-2006）。[283]
- 瑪麗-路易絲·揚（Marie-Luise Jahn），92歲，德國活動家，反納粹抵抗運動白玫瑰成員。[284]
- 愛琳·奧索夫斯基（Aileen Osofsky），83歲，美國社區領袖，慈善家和橋牌運動員（ACBL），白血病併發症。[285]
- Amokrane Oualiken，77歲，阿爾及利亞足球運動員。[286]
- 彭南特·羅伯茨（Pennant Roberts），69歲，英國電視導演。[287]
- 曼弗雷德·倫貝爾（Manfred Römbell），68歲，德國作家，長期患病。[288]
- 韋恩·斯蒂芬森（Wayne Stephenson），65歲，加拿大職業冰球運動員，1968年奧運會銅牌得主。[289]
- Levern Tart，68歲，美國籃球運動員（奧克蘭橡樹隊，紐約籃網隊）。[290]
- 特蕾西·賴特（Tracy Wright），50歲，加拿大女演員，胰腺癌。[291]

### 23日
- 安東尼·阿德里安·艾倫（Anthony Adrian Allen），96歲，英國昆蟲學家。[292]
- 羅恩·阿奇森（Ron Atchison），80歲，加拿大足球運動員（薩斯喀徹溫省Roughriders），心力衰竭。[293]
- 約爾格·伯傑（Jörg Berger），65歲，德國足球經理，腸癌。[294]
- 約翰·伯頓（John Burton），95歲，澳大利亞外交官和學者。[295]
- 邁克爾·科布（Michael Cobb），93歲，英國陸軍軍官和鐵路歷史學家。[296]
- 德莫特·厄利（Dermot Earley），62歲，愛爾蘭國防軍參謀長（2004-2010年），短暫生病後。[297]
- 愛琳·弗格森（Allyn Ferguson），85歲，美國電視作曲家（巴尼·米勒（Barney Miller），查理的天使（Charlie's Angels），自然原因。[298]
- 弗蘭克·吉林（Frank Giering），38歲，德國演員（Funny Games）。[299]
- 帕維爾·柳比莫夫（Pavel Lyubimov），71歲，俄羅斯電影導演。[300]
- 弗農·門迪斯（Vernon Mendis），84歲，斯裡蘭卡外交官。[301]
- 穆罕默德·姆扎利（Mohammed Mzali），84歲，突尼西亞政治家，總理（1980-1986）。[302]
- Hiromu Naruse，66歲，豐田汽車公司日本首席試車手，車禍。[303]
- 彼特·奎夫（Pete Quaife），66歲，英國貝斯手（The Kinks），腎衰竭。[304]
- 彼得·沃克（Peter Walker），伍斯特男爵沃克（Baron Walker），78歲，英國政治家和終身同齡人，伍斯特議員（1961-1992），癌症。[305]

### 24日
- 托尼·亞當斯（Toni Adams），45歲，美國職業摔跤經理，克裡斯·亞當斯（Chris Adams）的前妻，心臟病發作。[306]
- 薩德里·艾哈邁蒂（Sadri Ahmeti），71歲，阿爾巴尼亞畫家和詩人。[307]
- 弗雷德·安德森（Fred Anderson），81歲，美國爵士男高音薩克斯管演奏家。[308]
- Rawshan Ara，69歲，孟加拉電影女演員。[309]
- 阿曼德·伯納德（Armand Bernard），82歲，加拿大奧運摔跤手。[310]
- 喬喬·比林斯利（JoJo Billingsley），58歲，美國後備歌手（Lynyrd Skynyrd），癌症。[311]
- Elise M. Boulding，89歲，美國社會學家，肝衰竭。[312]
- 洛恩·布朗（Lorn Brown），71歲，美國體育評論員（芝加哥白襪隊），心力衰竭。[313]
- 雪麗·卡爾（Shirley Carr），81歲，加拿大勞工大會主席。[314]
- Cherubim Dambui，62歲，巴布亞紐幾內亞東塞皮克總理（1976-1983），莫爾茲比港輔理主教（自2000年起），腎衰竭。[315]
- 迪格維傑·辛格（Digvijay Singh），54歲，印度政治家。[316]
- 弗朗西斯·德雷福斯（Francis Dreyfus），70歲，法國唱片製作人（Disques Dreyfus）。[317]
- 哈裡·恩斯（Harry Enns），78歲，加拿大政治家，羅克伍德-伊伯維爾/湖濱（1966-2003）的MLA。[318]
- 唐·伊諾克，94歲，美國政治家，堪薩斯州威奇托市市長（1969-1970）。[319]
- 比爾·哈德森（Bill Hudson），77歲，美國攝影記者，心力衰竭。[320]
- 艾倫·克魯克（Alan Krueck），70歲，美國音樂學家。[321]
- Kazimierz Paździor，75歲，波蘭奧運金牌得主（1960年）拳擊手。[322]
- 盧安達記者Jean-Léonard Rugambage被槍殺。[323]
- 沃爾特·肖倫斯坦（Walter Shorenstein），95歲，美國房地產開發商和棒球隊老闆（三藩市巨人隊），自然原因。[324]
- Ben Sonnenberg，73歲，美國記者，多發性硬化症。[325]
- Jean-Luc Tricoire，57歲，法國奧運射擊運動員。[326]

### 25日
- 維韋卡·巴巴吉（Viveka Babajee），37歲，模里西斯出生的印度模特和女演員，上吊自殺。[327]
- 布萊恩·弗勞爾斯（Brian Flowers），弗勞爾斯男爵（Baron Flowers），85歲，英國物理學家，學者和生活同齡人。[328]
- F·格溫普蘭·麥金太爾，62歲，威爾士科幻作家，自殺。[329]
- 羅伯特·尼曼（Robert Nyman），49歲，美國政治家，馬薩諸塞州眾議院議員（自1999年起），溺水身亡。[330]
- 艾倫·普拉特（Alan Plater），75歲，英國電視編劇，癌症。[331]
- 理查·塞拉斯（Richard B. Sellars），94歲，強生公司（Johnson & Johnson）美國董事長兼首席執行官。[332]
- 彼得·斯利克（Peter Sliker），86歲，大都會歌劇院的美國男低音[333]
- 約翰·威利斯（John A. Willis），93歲，《戲劇世界》的美國編輯。[334]
- 吳冠中，90歲，中國畫家。[335]

### 26日
- Algirdas Brazauskas，77歲，立陶宛政治家，總統（1993-1998）;總理（2001-2006），淋巴瘤。[336]
- D·佩奇·埃爾莫爾，71歲，美國政治家，馬里蘭州眾議院議員（2003-2010），癌症。[337]
- Aldo Giuffrè，86歲，義大利演員，腹膜炎。[338]
- 阿爾貝托·古齊克（Alberto Guzik），66歲，巴西演員和作家，胃癌。[339]
- 保羅·特謝拉·豪爾赫，82歲，安哥拉政治家，外交部長（1976-1984）。[340]
- 查理斯·斯賓塞·金（Charles Spencer King），85歲，英國汽車工程師（羅孚SD1，路虎攬勝），交通事故后的併發症。[341]
- Harald Keres，97歲，愛沙尼亞物理學家。[342]
- Shoista Mullojonova，84歲，塔吉克斯坦歌手，心臟病發作。[343]
- Akira Nakamura，76歲，日本歷史學家。[344]
- Adoor Pankajam，81歲，印度女演員。[345]
- 康拉德·坡（Conrad Poe），62歲，菲律賓演員，中風。[346]
- 本尼·鮑威爾（Benny Powell），80歲，美國爵士長號手（4月在巴黎），脊柱手術后心臟病發作。[347]
- 喬納森·史密斯（Jonathan Smith），43歲，英國遊戲開發者。[348]
- D. Sudarsanam，68歲，印度政治家，多器官功能障礙綜合征。[349]
- 塞爾吉奧·維加（Sergio Vega），40歲，墨西哥班達歌手，被槍殺。[350]
- 斯坦利·瓦格納（Stanley Wagner），83歲，美國釀酒師。[351]
- 約翰·沃德爵士，85歲，英國政治家，普爾議員（1979-1997）。[352]
- 瓦西裡·葉夫謝耶夫（Vasyl Yevseyev），47歲，烏克蘭足球教練，跳樓自殺。[353]

### 27日
- 科里·艾倫（Corey Allen），75歲，美國演員（《無因叛逆》），影視導演，帕金森病併發症。[354]
- 萊夫·阿爾斯海默（Leif Alsheimer），57歲，瑞典律師、講師和作家。[355]
- 道夫·布裡斯科，87歲，美國政治家，德克薩斯州州長（1973-1979），腎衰竭和肺炎。[356]
- 肯·科茨（Ken Coates），79歲，英國政治家和作家，疑似心臟病發作。[357]
- 埃德加·加西亞·德·迪奧斯，32歲，墨西哥足球運動員，射門。[358]
- 若昂·貢薩爾維斯·菲略，75歲，巴西奧運游泳運動員和水球運動員。[359]
- 馬丁·金斯伯格（Martin D. Ginsburg），78歲，美國律師，露絲·巴德·金斯伯格（Ruth Bader Ginsburg）的丈夫，癌症。[360]
- 埃多·穆拉哈利洛維奇，46歲，波士尼亞音樂家。[361]
- 安德列亞斯·奧科彭科，80歲，奧地利作家。[362]

### 28日
- 克勞德·安德森（Claude Anderson），86歲，澳大利亞足球運動員。[363]
- Bill Aucoin，66歲，美國樂隊經理（Kiss），前列腺癌併發症。[364]
- 利奧·伯尼爾（Leo Bernier），81歲，加拿大政治家。[365]
- 彼得·鮑爾斯（Peter Bowers），80歲，澳大利亞記者，阿爾茨海默病。[366]
- 羅伯特·伯德，92歲，美國政治家，美國眾議員（1953-1959），西弗吉尼亞州參議員（1959-2010）。[367]
- 克萊門特·芬奇（Clement Finch），94歲，美國血液學家。[368]
- 尼古拉斯·海耶克（Nicolas Hayek），82歲，瑞士企業家，斯沃琪集團創始人兼董事長，心力衰竭。[369]
- 克爾斯滕·海西格（Kirsten Heisig），48歲，德國政治家和少年法官，自殺。[370]
- 威利·胡貝爾（Willie Huber），52歲，德國出生的加拿大冰球運動員（底特律紅翼隊），心臟病發作。[371]
- Chandrakant Kamat，76歲，印度印度斯坦古典塔布拉演奏家，心臟病發作。[372]
- Louis Moyroud，96歲，法國出生的美國照相排版發明家。[373]
- Rammellzee，49歲，美國嘻哈音樂家和塗鴉藝術家，長期患病。[374]
- Joya Sherrill，85歲，美國爵士歌手，白血病。[375]
- 威廉·泰勒（William L. Taylor），78歲，美國律師和民權宣導者，跌倒併發症。[376]
- 魯道夫·托雷·坎圖，46歲，墨西哥政治家，塔毛利帕斯州州長候選人，被槍殺。[377]

### 29日
- 布萊爾·巴恩斯（Blair Barnes），49歲，加拿大冰球運動員（洛杉磯國王隊），心臟病發作。[378]
- 羅恩·甘斯（Ron Gans），79歲，美國配音演員（變形金剛，歡迎來到小熊維尼角，小飛象馬戲團），肺炎併發症。[379]
- 魯道夫·利奧波德(Rudolf Leopold)，85歲，奧地利藝術品收藏家[1]。
- 道格·奧爾森（Doug Ohlson），73歲，美國畫家，跌倒併發症。[381]
- Queen Jane，45歲，肯亞音樂家，腦膜炎。[382]
- Chandgi Ram，72歲，印度奧運摔跤手，心臟驟停。[383]
- 弗蘭克·裡格尼（Frank Rigney），74歲，美國出生的加拿大足球運動員（溫尼伯藍色轟炸機隊）。[384]
- Pietro Taricone，35歲，義大利演員和真人秀選手（Grande Fratello），降落傘事故。[385]

### 30日
- 布萊恩·阿什（Brian Ash），73-74歲，英國作家、科學記者和編輯。[386]
- 布魯諾·科特（Bruno Côté），69歲，加拿大風景畫家，前列腺癌。[387]
- 迪塔·祖薩·艾因辛格（Ditta Zusa Einzinger），79歲，奧地利歌手（洛麗塔），癌症。[388]
- 埃利奧特·卡斯特納（Elliott Kastner），80歲，美國電影製片人（《老鷹敢死隊》），癌症。[389]
- Harry Klein，81歲，英國爵士薩克斯管演奏家。[390]
- Juhani Kyöstilä，78歲，芬蘭奧運籃球運動員。[391]
- 諾埃爾·馬歇爾（Noel Marshall），79歲，美國電影導演和製片人。[392]
- Serigne Mouhamadou Lamine Bara Mbacké，85歲，塞內加爾穆裡德大侯爵。[393]
- 丹尼·莫耶（Denny Moyer），70歲，美國世界輕中量級拳擊冠軍。[394]
- 戈登·穆赫蘭德（Gordon Mulholland），89歲，英國演員。[395]
- 朴容夏（박용하），33歲，南韓唱片、電視劇雙棲男藝人，歌、影迷遍布亞洲。曾演出《冬季戀歌》、《真愛》等電視劇。疑似感情因素、事業壓力與父親罹癌病情多重困擾下，凌晨酒後在家中以電線自縊自殺身亡[2]。
- 刘更另，81岁，中国工程院院士、中国农业科学院原副院长，土壤与植物营养学家[3]。